# (10367) Sayo
Pour les articles homonymes, voir Sayo.
(10367) Sayo est un astéroïde de la ceinture principale.

## Description
(10367) Sayo est un astéroïde de la ceinture principale. Il fut découvert le 31 décembre 1994 à Ōizumi par Takao Kobayashi. Il présente une orbite caractérisée par un demi-grand axe de 2,35 UA, une excentricité de 0,15 et une inclinaison de 2,7° par rapport à l'écliptique.

## Compléments